# Массовое убийство в Балашихе
Массовое убийство в Балашихе — происшествие, случившееся 23 апреля 2007 года на улице Крупская. Убийца — 31-летний Александр Лёвин — застрелил четырёх человек.

## Атака
В 12 часов дня к дому номер 8 на улице Крупской подошёл мужчина в вязаной шапке. Зайдя в подъезд, он подошёл к одной из квартир и позвонил в дверь. Ему открыла хозяйка — 49-летняя Нина Кузнецова. Одновременно с этим мужчина достал самодельный пистолет, к которому был прилажен импровизированный глушитель. Увидев оружие, женщина попробовала убежать, но убийца выстрелил ей в голову и убил на месте. После этого начал спускаться по лестнице, но столкнулся с 30-летней Валидой Халиловой. Преступник также убил её одним выстрелом и бросился вниз. Этажами ниже на лестницу вышел 43-летний Сергей Гашко. Убийца выстрелил ему в голову и побежал дальше. Возле самого выхода он наткнулся на 70-летнюю пенсионерку Лидию Васильеву и застрелил её. После этого стрелок скрылся с места преступления.

## Расследование
В масштабах небольшого города событие вызвало настоящий шок. На раскрытие преступления были брошены все силы милиции. В подъезде была установлена система видеонаблюдения, которая хорошо запечатлела лицо убийцы. Его фотография была опубликована в газете. Уже 4 мая преступник был арестован. Им оказался 31-летний неоднократно судимый житель Балашихи Александр Лёвин — бывший бандит. Как выяснилось, он получил заказ, но из-за одинаковой планировки нескольких соседних домов перепутал адрес и убил не того. Остальные жертвы были убиты как ненужные свидетели. На суде он попытался оправдаться, но 5 июня 2008 года был приговорён к пожизненному заключению.